# Floriprotis sabiuraensis
Floriprotis sabiuraensis är en ringmaskart som beskrevs av Uchida 1978. Floriprotis sabiuraensis ingår i släktet Floriprotis och familjen Serpulidae. Inga underarter finns listade i Catalogue of Life.